# The Masked Singer (Nederland)
The Masked Singer is een Nederlands televisieprogramma dat wordt uitgezonden door RTL 4 en gebaseerd is op het Zuid-Koreaanse tv-programma King of Mask Singer. De presentatie is in handen van Ruben Nicolai, die wordt bijgestaan door panelleden Gerard Joling, Buddy Vedder, Carlo Boszhard, Loretta Schrijver en Monica Geuze.
In het programma gaat een geselecteerde groep bekende Nederlanders gemaskerd de zangstrijd met elkaar aan.

## Format

### Seizoen 1 t/m 4
Onder leiding van presentator Ruben Nicolai geven alle kandidaten een zangoptreden. De deelnemers gaan gemaskerd in een uitbundig kostuum en worden hiernaar vernoemd. Voordat een deelnemer gaat optreden verschijnt er eerst een kort filmpje waarin hij of zij met een vervormde stem een aantal hints geeft over de eigen identiteit; niet alle hints die gegeven worden komen overeen. Dit filmpje wordt voor de kijkers ondertiteld, zodat zij de hints ook kunnen lezen in het geval dat ze deze niet goed kunnen verstaan.
Vervolgens treedt de deelnemer gemaskerd op en playbackt voor het publiek en de jury (het nummer dat ze zingen hebben ze van tevoren in een studio ingezongen). Dit zingen gebeurt zonder dat de stem vervormd wordt. De jury bestaande uit Gerard Joling, Buddy Vedder, Carlo Boszhard en Loretta Schrijver is verdeeld in twee teams. Joling en Vedder zijn het eerste team en Boszhard en Schrijver vormen het tweede team. Deze twee juryteams moeten proberen te raden wie er in de kostuums zitten. Tijdens de oud-en-nieuwspecial 2021/2022 werd Vedder vervangen door Francis van Broekhuizen.
Na het zingen mag elk juryteam een vraag aan de deelnemer stellen, die zo kort mogelijk met een vervormde stem beantwoord wordt. Vervolgens komen de hints uit het filmpje terug in acht woorden, slechts drie hiervan zijn van toepassing op de deelnemer. Elk juryteam kiest drie woorden die als hint kunnen gelden, vervolgens horen ze hoeveel woorden ze goed geraden hebben. In tegenstelling tot de kijker krijgt de jury niet te zien welke woorden er goed zijn. Vervolgens mogen de juryleden speculeren wie ze verwachten dat in het gemaskerde kostuum optrad.
Het studiopubliek mag nadat alle deelnemers hebben opgetreden, stemmen op zijn of haar favoriet. Tijdens dit stemmen wordt reclame uitgezonden. De deelnemer die de minste stemmen krijgt van het publiek moet het programma verlaten. Voordat de deelnemer weggaat wordt aan de juryleden voor de laatste keer gevraagd wie zij verwachten dat er in het kostuum zit. Vervolgens onthult de deelnemer zich en zingt nogmaals het nummer maar dan zonder masker. Bij deze onthulling krijgt de jury voor elk goed gegeven antwoord een punt. Ook worden bij deze onthulling de juiste hints bekendgemaakt.
Vanaf seizoen 2 zingen alle deelnemers na hun optreden nog een gezamenlijk nummer. Ook nieuw vanaf seizoen 2 is de "sing off". De twee deelnemers met de minste stemmen van het publiek treden nogmaals op, waarna het publiek opnieuw stemt. Degene die dan de minste stemmen krijgt van het publiek moet het programma verlaten en moet zichzelf onthullen zoals hierboven beschreven.
In seizoen 3 wordt telkens voor de onthulling van degene met de minste stemmen een kijkje genomen bij "The Masked Dinner", het diner dat de kandidaten kregen voorafgaand aan de opnames. Hier wordt voor de kijker nog een laatste hint gegeven door de kandidaten.
In afleveringen verderop in het seizoen komt het voor dat de deelnemers een groepsoptreden geven en duetten met elkaar zingen.

### Vanaf seizoen 5
Vanaf het vijfde seizoen bestaat de jury uit vijf juryleden die individueel moeten raden wie er in de kostuums zitten. Naast de vier vaste juryleden uit de vorige seizoenen is Monica Geuze voor het eerst jurylid. Ze krijgen na het zingen geen woorden meer te zien, maar mogen alleen nog maar een vraag stellen die door de karakters met vervormde stem wordt beantwoord waarna ze mogen speculeren wie er in het pak zit. In seizoen 6 krijgen ze hierna een extra hint via de telefoon van het karakter, waarop iets wordt getoond. Ook nieuw is dat er in de eerste afleveringen twee karakters worden onthuld in plaats van één. Ook zaten er in seizoen 6 voor het eerst twee BN'ers in één pak. Dat waren Bob Sikkes en Roos Reedijk die samen de Kameel vormden.
Seizoen 5 kreeg veel kritiek vanwege het ontbreken van de strijd tussen twee juryteams, de moeilijke hints en het feit dat de kijker niet meer te zien krijgt welke hints kloppen. Het was hierdoor voor zowel de kijkers als de panelleden erg lastig om te raden wie er in de pakken zaten.

## Seizoenen
Het programma wordt sinds 2019 aan het eind van elk kalenderjaar (in 2019 en 2020 september t/m november, in 2021 oktober t/m december en vanaf 2022 november en december) uitgezonden. De opnames vinden van 2019 t/m 2021 in augustus en september en vanaf 2022 in september en oktober plaats in Aalsmeer. Het programma kent ook enkele Oudejaarsspecials die op Oudejaarsavond worden uitgezonden. Deze worden tegelijk met het reguliere seizoen opgenomen. In 2023 is er geen Oudejaarsspecial, maar eindigt het reguliere seizoen op Oudejaarsavond. Ook in 2024 is er geen Oudejaarsspecial, het reguliere seizoen eindigt in het eerste weekend van januari 2025. De halve finale en finale werden in dit weekend op vrijdag en zaterdag uitgezonden.

### Overzicht
| Seizoen                  | Uitzendtijden                                      | Aantal afleveringen | Start seizoen     | Start seizoen | Einde seizoen    | Einde seizoen | Gemiddelde kijkcijfers |
| Seizoen                  | Uitzendtijden                                      | Aantal afleveringen | Datum             | Kijkcijfers   | Datum            | Kijkcijfers   | Gemiddelde kijkcijfers |
| ------------------------ | -------------------------------------------------- | ------------------- | ----------------- | ------------- | ---------------- | ------------- | ---------------------- |
| 1                        | Vrijdag 20:30 – 21:40 uur                          | 6                   | 27 september 2019 | 1.498.000     | 1 november 2019  | 1.931.000     | 1.615.667              |
| 2                        | Vrijdag 20:00 – 22:00 uur                          | 8                   | 25 september 2020 | 1.966.000     | 13 november 2020 | 3.860.000     | 2.689.250              |
| Oud-en-nieuwspecial 2020 | Donderdag 20:35 – 22:10 / 23:35 – 00:00 uur        | 1                   | 31 december 2020  | 2.388.000     | n.v.t.           | n.v.t.        | 2.388.000              |
| 3                        | Vrijdag 20:00 – 22:00 uur                          | 10                  | 15 oktober 2021   | 2.367.000     | 17 december 2021 | 2.569.000     | 2.396.100              |
| Oud-en-nieuwspecial 2021 | Vrijdag 21:55 – 23:55 / Zaterdag 20:00 – 21:30 uur | 2                   | 31 december 2021  | 1.925.000     | 1 januari 2022   | 2.280.000     | 2.102.500              |
| 4                        | Vrijdag 20:00 – 22:00 uur                          | 9                   | 4 november 2022   | 2.233.000     | 30 december 2022 | 2.173.000     | 1.911.000              |
| Oud-en-nieuwspecial 2022 | Zaterdag 21:47 – 23:55 uur                         | 1                   | 31 december 2022  | 1.695.000     | n.v.t.           | n.v.t.        | 1.695.000              |
| 5                        | Vrijdag 20:00 – 22:00 uur                          | 9                   | 10 november 2023  | 2.534.000     | 31 december 2023 | 2.385.000     | 2.311.111              |
| 6                        | Vrijdag 20:00 – 22:00 uur                          | 9                   | 15 november 2024  | 2.409.000     | 4 januari 2025   | 3.046.000     | 2.430.444              |

### Seizoen 1 (2019)
In het eerste seizoen van The Masked Singer zijn er twaalf vermomde BN'ers. In de eerste aflevering worden de eerste zes deelnemers geïntroduceerd en in de tweede de andere zes. Later in het seizoen, als er al deelnemers af zijn gevallen, worden de deelnemers bij elkaar gevoegd.
| Plaats | Deelnemer        | Kostuum       | Beroep                                       | Uitkomst                                      | Kijkcijfers |
| ------ | ---------------- | ------------- | -------------------------------------------- | --------------------------------------------- | ----------- |
| 1      | Tania Kross      | Robot         | Mezzosopraan                                 | Winnares                                      | 1.931.000   |
| 2      | Tim Douwsma      | Neushoorn     | Zanger, presentator en acteur                | Afgevallen in de finale in aflevering 6       | 1.931.000   |
| 3      | Nienke Plas      | Bidsprinkhaan | Presentatrice, youtuber, zangeres en actrice | Afgevallen in de finale in aflevering 6       | 1.931.000   |
| 4      | Guido Spek       | Leeuw         | Acteur en zanger                             | Afgevallen in de finale in aflevering 6       | 1.931.000   |
| 5      | Tineke Schouten  | Zeewezen      | Cabaretière                                  | Afgevallen in de halve finale in aflevering 5 | 1.803.000   |
| 5      | Rick Brandsteder | Monster       | Presentator                                  | Afgevallen in de halve finale in aflevering 5 | 1.803.000   |
| 5      | Josje Huisman    | Eenhoorn      | Zangeres en danseres                         | Afgevallen in de halve finale in aflevering 5 | 1.803.000   |
| 5      | Eddy Zoëy        | Papegaai      | Muzikant en presentator                      | Afgevallen in de halve finale in aflevering 5 | 1.803.000   |
| 9      | Joke Bruijs      | Hond          | Actrice, zangeres en comédienne              | Afgevallen in aflevering 4                    | 1.556.000   |
| 9      | Gers Pardoel     | Konijn        | Hiphopartiest/rapper                         | Afgevallen in aflevering 3                    | 1.513.000   |
| 11     | Catherine Keyl   | Aartsengel    | Presentatrice                                | Afgevallen in aflevering 2                    | 1.393.000   |
| 11     | Rintje Ritsma    | Springbok     | Voormalig langebaanschaatser                 | Afgevallen in aflevering 1                    | 1.498.000   |

Carlo Boszhard en Loretta Schrijver waren het winnende team bij de juryleden, zij behaalden 14 punten met het raden van de bekende Nederlanders. Buddy Vedder en Gerard Joling behaalden 13 punten.

### Seizoen 2 (2020)
Aan het tweede seizoen van The Masked Singer doen vijftien kandidaten mee, de deelnemers zijn over de afleveringen verdeeld. In de eerste aflevering worden de eerste vijf deelnemers geïntroduceerd, in de tweede nog vijf en in de derde de andere vijf. Later in het seizoen, als er al deelnemers af zijn gevallen, worden de deelnemers bij elkaar gevoegd.
| Plaats | Deelnemer          | Kostuum    | Beroep                                          | Uitkomst                                      | Kijkcijfers |
| ------ | ------------------ | ---------- | ----------------------------------------------- | --------------------------------------------- | ----------- |
| 1      | Jan Dulles         | Neptunus   | Zanger 3JS                                      | Winnaar                                       | 3.860.000   |
| 2      | Noortje Herlaar    | Vos        | Actrice en zangeres                             | Afgevallen in de finale in aflevering 8       | 3.860.000   |
| 3      | Najib Amhali       | Zebra      | Cabaretier en acteur                            | Afgevallen in de finale in aflevering 8       | 3.860.000   |
| 4      | Nicolette van Dam  | Panter     | Televisiepresentatrice en actrice               | Afgevallen in de finale in aflevering 8       | 3.860.000   |
| 5      | Samantha Steenwijk | Kameleon   | Zangeres                                        | Afgevallen in de halve finale in aflevering 7 | 2.934.000   |
| 6      | Babette van Veen   | Vlinder    | Actrice en zangeres                             | Afgevallen in de halve finale in aflevering 7 | 2.934.000   |
| 7      | Joris Linssen      | Lama       | Entertainer, zanger, presentator en regisseur   | Afgevallen in aflevering 6                    | 2.966.000   |
| 7      | Famke Louise       | Aap        | Zangeres, influencer, youtuber en model         | Afgevallen in aflevering 6                    | 2.966.000   |
| 9      | Mattie Valk        | Astronaut  | Radio-dj                                        | Afgevallen in aflevering 5                    | 2.746.000   |
| 9      | Ernst Daniël Smid  | Yeti       | Zanger en presentator                           | Afgevallen in aflevering 5                    | 2.746.000   |
| 9      | Diederik Jekel     | Koning     | Wetenschapsjournalist, presentator en schrijver | Afgevallen in aflevering 4                    | 2.561.000   |
| 9      | Kim Feenstra       | Skelet     | Actrice, fotomodel en fotografe                 | Afgevallen in aflevering 4                    | 2.561.000   |
| 13     | Mariska Bauer      | Muis       | Televisiepresentatrice                          | Afgevallen in aflevering 3                    | 2.299.000   |
| 13     | Churandy Martina   | Dinosaurus | Olympisch sprinter                              | Afgevallen in aflevering 2                    | 2.182.000   |
| 13     | Willeke Alberti    | Vuurvogel  | Zangeres en actrice                             | Afgevallen in aflevering 1                    | 1.966.000   |

Gerard Joling en Buddy Vedder waren het winnende team bij de juryleden, zij behaalden 18 punten met het raden van de bekende Nederlanders. Carlo Boszhard en Loretta Schrijver behaalden 16 punten.

### Oud-en-nieuwspecial (2020)
RTL produceerde een eenmalige oud-en-nieuwspecial van The Masked Singer, die op oudejaarsavond 2020 werd uitgezonden op RTL 4. In deze special zongen vijf bekende Nederlanders in vijf nieuwe, feestelijke kostuums. De kostuums waar de BN'ers achter verborgen worden zijn de Klok, de Sneeuwpop, het Vuurwerk, de Oliebol en de Champagne. Wederom de taak aan de vaste panelleden om de zangers te ontmaskeren. Na alle solo optredens werd de uitzending vanaf 22:10 uur onderbroken met de oudejaarsconference van Guido Weijers, wat duurde tot 23:35 uur. Hierna zongen de twee finalisten een duet, om zich vervolgens vlak voor 00:00 uur te onthullen.
| Plaats | Deelnemer           | Kostuum   | Beroep                                                     | Uitkomst                | Kijkcijfers |
| ------ | ------------------- | --------- | ---------------------------------------------------------- | ----------------------- | ----------- |
| 1      | Edsilia Rombley     | Champagne | Zangeres en presentatrice                                  | Winnares                | 2.388.000   |
| 2      | Richard Groenendijk | Oliebol   | Cabaretier, presentator en tekstschrijver                  | Afgevallen in de finale | 2.388.000   |
| 3      | John van den Heuvel | Klok      | (Misdaad)journalist, presentator en voormalig politieagent | Als derde afgevallen    | 2.388.000   |
| 4      | Caroline Tensen     | Vuurwerk  | Presentatrice                                              | Als tweede afgevallen   | 2.388.000   |
| 5      | Frans Bauer         | Sneeuwpop | Zanger en presentator                                      | Als eerste afgevallen   | 2.388.000   |

### Seizoen 3 (2021)
Aan het derde seizoen van The Masked Singer doen opnieuw vijftien kandidaten mee. Net als in het tweede seizoen zijn de deelnemers over de afleveringen verdeeld. Het seizoen telt 10 afleveringen en is daarmee het langste seizoen tot nu toe.
| Plaats | Deelnemer             | Kostuum           | Beroep                               | Uitkomst                                      | Kijkcijfers |
| ------ | --------------------- | ----------------- | ------------------------------------ | --------------------------------------------- | ----------- |
| 1      | Jamai Loman           | Cupido            | Zanger, musicalacteur en presentator | Winnaar                                       | 2.569.000   |
| 2      | Emma Heesters         | Krokodil          | Zangeres                             | Afgevallen in de finale in aflevering 10      | 2.569.000   |
| 3      | Xander de Buisonjé    | Haai              | Zanger en presentator                | Afgevallen in de finale in aflevering 10      | 2.569.000   |
| 4      | Tygo Gernandt         | Giraffe           | Acteur                               | Afgevallen in de finale in aflevering 10      | 2.569.000   |
| 5      | Edwin Evers           | Stier             | Radio-dj, drummer en zanger          | Afgevallen in de halve finale in aflevering 9 | 2.630.000   |
| 6      | Nicolette Kluijver    | Biggetje          | Presentatrice en model               | Afgevallen in de halve finale in aflevering 9 | 2.630.000   |
| 7      | René van Kooten       | Farao             | Musicalacteur, zanger en acteur      | Afgevallen in aflevering 8                    | 2.618.000   |
| 7      | Marc-Marie Huijbregts | Vogelverschrikker | Cabaretier, acteur en presentator    | Afgevallen in aflevering 8                    | 2.618.000   |
| 9      | Daphne Deckers        | Boekenwurm        | Fotomodel, schrijfster en actrice    | Afgevallen in aflevering 7                    | 2.424.000   |
| 9      | Karin Bloemen         | Lieveheersbeestje | Cabaretière, actrice en zangeres     | Afgevallen in aflevering 6                    | 2.440.000   |
| 11     | Isa Hoes              | Elfje             | Actrice en schrijfster               | Afgevallen in aflevering 5                    | 2.117.000   |
| 11     | Luuk Ikink            | Alien             | Presentator                          | Afgevallen in aflevering 4                    | 2.330.000   |
| 13     | Jette van der Meij    | Octopus           | Actrice en zangeres                  | Afgevallen in aflevering 3                    | 2.071.000   |
| 13     | Ron Brandsteder       | Viking            | Presentator                          | Afgevallen in aflevering 2                    | 2.125.000   |
| 13     | Anita Witzier         | Zwaan             | Televisiepresentatrice               | Afgevallen in aflevering 1                    | 2.367.000   |

#### Gastoptredens
Nieuw in seizoen 3 is dat er gemaskerde gastoptredens zijn vanaf aflevering 4. Dit zijn artiesten die optreden voor een goed doel, de Stichting Kinderziekenhuizen van Oranje. De panelleden krijgen bij het raden van deze gastoptredens hulp van gastjuryleden. Meestal zijn de gastjuryleden oud-deelnemers van The Masked Singer. De onthulling van deze gastoptredens vindt telkens direct na het optreden plaats.
| Aflevering | Optreden         | Optreden    | Optreden                               | Gastjuryleden                      | Gastjuryleden                                |
| Aflevering | Deelnemer        | Kostuum     | Beroep                                 | Team Carlo en Lorreta              | Team Gerard en Buddy                         |
| ---------- | ---------------- | ----------- | -------------------------------------- | ---------------------------------- | -------------------------------------------- |
| 4          | Viktor Verhulst  | Papegaaien  | Presentator                            | Nicolette van Dam (4e, seizoen 2)  | Bas Smit                                     |
| 4          | Gert Verhulst    | Papegaaien  | Presentator, acteur en ondernemer      | Nicolette van Dam (4e, seizoen 2)  | Bas Smit                                     |
| 5          | Spike            | Monstertjes | Songwriter, gitarist en zanger DI-RECT | Eddy Zoëy (5e, seizoen 1)          | Edsilia Rombley (1e, nieuwjaarsspecial 2020) |
| 5          | Jamie Westland   | Monstertjes | Dj en drummer DI-RECT                  | Eddy Zoëy (5e, seizoen 1)          | Edsilia Rombley (1e, nieuwjaarsspecial 2020) |
| 6          | Guus Meeuwis     | Cupcake     | Zanger                                 | Samantha Steenwijk (5e, seizoen 2) | Mattie Valk (9e, seizoen 2)                  |
| 6          | Manon Meijers    | IJsje       | Styliste en schrijfster                | Samantha Steenwijk (5e, seizoen 2) | Mattie Valk (9e, seizoen 2)                  |
| 7          | Geraldine Kemper | Mopshond    | Presentatrice                          | Babette van Veen (6e, seizoen 2)   | Tineke Schouten (5e, seizoen 1)              |

### Oud-en-nieuwspecial (2021)
RTL produceerde net als het jaar ervoor een oud-en-nieuwspecial van The Masked Singer. Verschil dit jaar was, dat het eerste deel op oudejaarsavond 2021 werd uitgezonden en het vervolg op nieuwjaarsavond op RTL 4. Dezelfde vijf kostuums als vorig jaar werden gebruikt; de Klok, de Sneeuwpop, het Vuurwerk, de Oliebol en de Champagne met als toevoeging één geheel nieuw kostuum; de kerstboom. De vaste panelleden waren weer aanwezig, enkel Buddy Vedder werd eenmalig vervangen door Francis van Broekhuizen. Op oudejaarsavond vielen twee masked singers af die zich vlak voor 00:00 uur moesten onthullen.
| Plaats | Deelnemer           | Kostuum   | Beroep                                    | Uitkomst                   | Kijkcijfers |
| ------ | ------------------- | --------- | ----------------------------------------- | -------------------------- | ----------- |
| 1      | Nick Schilder       | Kerstboom | Zanger                                    | Winnaar                    | 2.280.000   |
| 2      | Trijntje Oosterhuis | Sneeuwpop | Zangeres                                  | Afgevallen in aflevering 2 | 2.280.000   |
| 3      | Quinty Trustfull    | Klok      | Televisiepresentatrice en model           | Afgevallen in aflevering 2 | 2.280.000   |
| 4      | Robert ten Brink    | Oliebol   | Presentator                               | Afgevallen in aflevering 2 | 2.280.000   |
| 5      | Leontine Ruiters    | Champagne | Televisiepresentatrice en actrice         | Afgevallen in aflevering 1 | 1.925.000   |
| 6      | Jack van Gelder     | Vuurwerk  | Sportverslaggever en televisiepresentator | Afgevallen in aflevering 1 | 1.925.000   |

### Seizoen 4 (2022)
| Plaats | Deelnemer               | Kostuum       | Beroep                           | Tegenstander sing-off | Uitkomst                                      | Kijkcijfers |
| ------ | ----------------------- | ------------- | -------------------------------- | --------------------- | --------------------------------------------- | ----------- |
| 1      | Jeroen van der Boom     | Tijger        | Zanger en televisiepresentator   | Joker                 | Winnaar                                       | 2.173.000   |
| 2      | Henry van Loon          | Joker         | Cabaretier en acteur             | Tijger                | Afgevallen in de finale in aflevering 9       | 2.173.000   |
| 3      | Lone van Roosendaal     | Pinguïn       | Actrice en sopraan               | —                     | Afgevallen in de finale in aflevering 9       | 2.173.000   |
| 4      | Monica Geuze            | Flamingo      | Vlogger, auteur en presentatrice | —                     | Afgevallen in de finale in aflevering 9       | 2.173.000   |
| 5      | Birgit Schuurman        | Panda         | Zangeres en actrice              | Pinguïn               | Afgevallen in de halve finale in aflevering 8 | 1.858.000   |
| 5      | Berget Lewis            | Bijenkoningin | Zangeres                         | Joker                 | Afgevallen in de halve finale in aflevering 8 | 1.858.000   |
| 5      | Everon Jackson Hooi     | Olifant       | Acteur                           | Flamingo              | Afgevallen in de halve finale in aflevering 8 | 1.858.000   |
| 5      | Wolter Kroes            | Kikker        | Zanger                           | Tijger                | Afgevallen in de halve finale in aflevering 8 | 1.858.000   |
| 9      | Gerard Ekdom            | Ridder        | Radio-dj en televisiepresentator | —                     | Afgevallen in aflevering 7                    | 1.939.000   |
| 9      | Loiza Lamers            | Zeemeermin    | Model en ondernemer              | —                     | Afgevallen in aflevering 6                    | 819.000     |
| 11     | Bridget Maasland        | Paard         | Presentatrice en model           | —                     | Afgevallen in aflevering 5                    | 1.985.000   |
| 11     | Ronnie Flex             | Krab          | Rapper                           | —                     | Afgevallen in aflevering 4                    | 1.937.000   |
| 13     | Robèrt van Beckhoven    | Teddybeer     | Bakker en presentator            | Ridder                | Afgevallen in aflevering 3                    | 2.091.000   |
| 13     | Toine van Peperstraten  | Mummie        | Journalist en presentator        | Zeemeermin            | Afgevallen in aflevering 2                    | 2.164.000   |
| 13     | Miljuschka Witzenhausen | Heks          | Presentatrice en televisiekok    | Olifant               | Afgevallen in aflevering 1                    | 2.233.000   |

#### Gastoptredens
Net zoals in seizoen 3 zijn er ook dit seizoen vanaf aflevering 4 gemaskerde gastoptredens en krijgen de juryteams bij het raden hiervan soms hulp van gastjuryleden. De gasten treden dit seizoen op voor de stichting Spieren voor Spieren.
| Afl. | Optreden                      | Optreden | Optreden                        | Gastjuryleden                                           | Gastjuryleden                                           | Bron          |
| Afl. | Deelnemer                     | Kostuum  | Beroep                          | Team Carlo en Loretta                                   | Team Gerard en Buddy                                    | Bron          |
| ---- | ----------------------------- | -------- | ------------------------------- | ------------------------------------------------------- | ------------------------------------------------------- | ------------- |
| 4    | Ronald de Boer                | Draakjes | Voormalig voetballer            | —                                                       | —                                                       | [ 52 ]        |
| 4    | Demi de Boer (dochter Ronald) | Draakjes | Brandprojectmanager             | —                                                       | —                                                       | [ 52 ]        |
| 5    | Winston Gerschtanowitz        | Robots   | Presentator                     | Barbara de Loor (schaatsster)                           | Frédérique Matla (hockeyster)                           | [ 60 ] [ 50 ] |
| 5    | Renate Verbaan                | Robots   | Presentatrice, model en vj      | Barbara de Loor (schaatsster)                           | Frédérique Matla (hockeyster)                           | [ 60 ] [ 50 ] |
| 6    | Patty Brard                   | Taart    | Presentatrice, zangeres         | Guus en Janelle (kindambassadeurs Spieren voor Spieren) | Guus en Janelle (kindambassadeurs Spieren voor Spieren) | [ 61 ] [ 48 ] |
| 7    | Olcay Gulsen                  | Ster     | Programmamaakster en ondernemer | —                                                       | —                                                       | [ 46 ]        |
| 7    | Ruud de Wild                  | Saturnus | Dj en kunstenaar                | —                                                       | —                                                       | [ 46 ]        |

### Oud-en-nieuwspecial (2022)
| Plaats | Deelnemer          | Kostuum   | Beroep                                      | Uitkomst                | Kijkcijfers |
| ------ | ------------------ | --------- | ------------------------------------------- | ----------------------- | ----------- |
| 1      | Jim Bakkum         | Sneeuwpop | Zanger, acteur en presentator               | Winnaar                 | 1.695.000   |
| 2      | John Williams      | Uurwerk   | Presentator en acteur                       | Afgevallen in de finale | 1.695.000   |
| 3      | Irene Moors        | Oliebol   | Presentatrice en actrice                    | Als derde afgevallen    | 1.695.000   |
| 4      | Jelka van Houten   | Kerstboom | Actrice en zangeres                         | Als tweede afgevallen   | 1.695.000   |
| 5      | Leco van Zadelhoff | Rendier   | Stylist, visagist, presentator en schrijver | Als eerste afgevallen   | 1.695.000   |

### Seizoen 5 (2023)
| Deelnemer              | Kostuum      | Beroep                                                          | Tegenstander sing-off | Uitkomst                                      | Kijkcijfers |
| ---------------------- | ------------ | --------------------------------------------------------------- | --------------------- | --------------------------------------------- | ----------- |
| Simone Kleinsma        | Uil          | Zangeres, (musical)actrice en presentatrice                     | Nijlpaard             | Winnaar                                       | 2.385.000   |
| Kim-Lian van der Meij  | Nijlpaard    | Zangeres, (stem)actrice, presentatrice, musicalster en danseres | Uil                   | Afgevallen in de finale in aflevering 9       | 2.385.000   |
| Edson da Graça         | IJsbeer      | Stand-upcomedian, presentator en acteur                         | —                     | Afgevallen in de finale in aflevering 9       | 2.385.000   |
| Mart Hoogkamer         | Toffe peer   | Zanger                                                          | —                     | Afgevallen in de finale in aflevering 9       | 2.385.000   |
| Walid Benmbarek        | Koala        | Acteur                                                          | —                     | Afgevallen in de halve finale in aflevering 8 | 2.310.000   |
| Douwe Bob              | Magiër       | Singer-songwriter                                               | —                     | Afgevallen in de halve finale in aflevering 8 | 2.310.000   |
| Marieke Elsinga        | Eekhoorn     | Radio- en televisiepresentatrice                                | Toffe peer            | Afgevallen in aflevering 7                    | 2.317.000   |
| Guido Weijers          | Stinkdier    | Cabaretier                                                      | Magiër                | Afgevallen in aflevering 7                    | 2.317.000   |
| Ron Boszhard           | Buffel       | Presentator, acteur, tekstschrijver en zanger                   | —                     | Afgevallen in aflevering 6                    | 2.091.000   |
| Natacha Harlequin      | Hert         | Strafpleiter                                                    | —                     | Afgevallen in aflevering 6                    | 2.091.000   |
| Jan Joost van Gangelen | Walrus       | Televisiepresentator, verslaggever en sportjournalist           | —                     | Afgevallen in aflevering 5                    | 2.199.000   |
| Tina de Bruin          | Badeend      | Actrice en cabaretière                                          | —                     | Afgevallen in aflevering 5                    | 2.199.000   |
| Anniko van Santen      | Schaap       | Televisiepresentatrice                                          | —                     | Afgevallen in aflevering 4                    | 2.163.000   |
| Britt Dekker           | Zeester      | Dressuurruiter, presentatrice en vlogster                       | —                     | Afgevallen in aflevering 4                    | 2.163.000   |
| William Rutten         | Tuinkabouter | Fotograaf                                                       | —                     | Afgevallen in aflevering 3                    | 2.323.000   |
| Hans van Breukelen     | Discobol     | Voormalig voetballer                                            | —                     | Afgevallen in aflevering 3                    | 2.323.000   |
| Albert Verlinde        | Kogelvis     | Theaterproducent, presentator en politicus                      | —                     | Afgevallen in aflevering 2                    | 2.478.000   |
| Anky van Grunsven      | Bonbon       | Dressuuramazone                                                 | —                     | Afgevallen in aflevering 2                    | 2.478.000   |
| Dionne Stax            | Libelle      | Tv-presentatrice en nieuwslezeres                               | —                     | Afgevallen in aflevering 1                    | 2.534.000   |
| Bert van Leeuwen       | Druiventros  | Televisiepresentator                                            | —                     | Afgevallen in aflevering 1                    | 2.534.000   |

### Seizoen 6 (2024/2025)
| Deelnemer                            | Kostuum     | Beroep                                                  | Tegenstander sing-off | Uitkomst                                      | Kijkcijfers |
| ------------------------------------ | ----------- | ------------------------------------------------------- | --------------------- | --------------------------------------------- | ----------- |
| Soy Kroon                            | Pegasus     | Acteur, zanger en presentator                           | Egel                  | Winnaar                                       | 3.046.000   |
| Bettina Holwerda                     | Egel        | Musicalactrice, zangeres en danseres                    | Pegasus               | Afgevallen in de finale in aflevering 9       | 3.046.000   |
| Alex Klaasen                         | Baviaan     | Cabaretier, zanger en acteur                            | —                     | Afgevallen in de finale in aflevering 9       | 3.046.000   |
| Yuki Kempees                         | Kangoeroe   | Muzikant en auteur                                      | —                     | Afgevallen in de finale in aflevering 9       | 3.046.000   |
| Holly Mae Brood                      | Mammoet     | Actrice, presentatrice en zangeres                      | —                     | Afgevallen in de halve finale in aflevering 8 | 2.595.000   |
| Jandino Asporaat                     | Marmot      | Stand-up comedian, acteur en presentator                | —                     | Afgevallen in de halve finale in aflevering 8 | 2.595.000   |
| Vivienne van den Assem               | Cycloop     | Actrice en presentatrice                                | Baviaan               | Afgevallen in aflevering 7                    | 2.383.000   |
| Numidia                              | Maan        | Zangeres                                                | Marmot                | Afgevallen in aflevering 7                    | 2.383.000   |
| Jan Kooijman                         | Adelaar     | Acteur, presentator en danser                           | —                     | Afgevallen in aflevering 6                    | 2.234.000   |
| Arjan Ederveen                       | Blij ei     | Acteur, komiek, televisiemaker en tekstschrijver        | —                     | Afgevallen in aflevering 6                    | 2.234.000   |
| Danny de Munk                        | Vampier     | Zanger, musical- en filmacteur                          | —                     | Afgevallen in aflevering 5                    | 2.402.000   |
| Nasrdin Dchar                        | Schildpad   | Acteur                                                  | —                     | Afgevallen in aflevering 5                    | 2.402.000   |
| Bob Sikkes & Roos Reedijk            | Kameel      | Bouwdeskundige en interieurstyliste                     | —                     | Afgevallen in aflevering 4                    | 2.361.000   |
| Froukje de Both                      | Zeepaard    | Actrice, televisie- en radiopresentatrice en diskjockey | —                     | Afgevallen in aflevering 4                    | 2.361.000   |
| Donnie                               | Wortel      | Rapper                                                  | —                     | Afgevallen in aflevering 3                    | 2.268.000   |
| Imca Marina                          | Spaarvarken | Zangeres                                                | —                     | Afgevallen in aflevering 3                    | 2.268.000   |
| Jennifer Hoffman                     | Struisvogel | Actrice en presentatrice                                | —                     | Afgevallen in aflevering 2                    | 2.176.000   |
| Cornald Maas                         | Zure bom    | Televisiepresentator en schrijver                       | —                     | Afgevallen in aflevering 2                    | 2.176.000   |
| Eloise van Oranje-Nassau van Amsberg | Wolf        | Gravin                                                  | —                     | Afgevallen in aflevering 1                    | 2.409.000   |
| Jan de Hoop                          | Wasbeer     | Televisiepresentator                                    | —                     | Afgevallen in aflevering 1                    | 2.409.000   |

## The Masked Singer: After the Mask
Vanaf 2021 (seizoen 3) uploadt streamingdienst Videoland wekelijks de aftershow The Masked Singer: After the Mask. In dit programma, gepresenteerd door Rick Brandsteder (het Monster uit seizoen 1), krijgt de kijker backstagebeelden te zien en vertelt de afvaller van die week diens verhaal. Het wordt steeds na de uitzending van The Masked Singer online gezet.

## Incidenten
Tijdens de opnames van seizoen 3 waren er meerdere incidenten. Op 4 oktober 2021 was er brand in de studio en moest er ontruimd worden. Er vielen geen gewonden en de opnames konden de volgende dag worden hervat. Eerder was er ook al een vals brandalarm waarna de studio ontruimd werd.
Tijdens de opnames van seizoen 5 viel er een lamp op een van de toeschouwers die daarbij lichtgewond raakte. De opnames konden na een halfuur worden hervat.

## Achtergrond

### Internationaal
The Masked Singer is oorspronkelijk een Zuid-Koreaans programma dat sinds 2015 onder de naam 미스터리 음악쇼 복면가왕 (Engelse titel: King of Mask Singer) wordt uitgezonden in Zuid-Korea. Pas toen de Verenigde Staten zijn eigen editie onder de naam The Masked Singer uitzond in januari 2019 en het daar een succes was, werd het format opgepikt door steeds meer andere landen. Zo wordt sinds 2019 het programma ook gemaakt in Duitsland, Frankrijk, Australië, Mexico en Zuid-Afrika en sinds 2020 wordt het programma ook in (Vlaams) België uitgezonden. Seizoenen 1 en 4 werden in het najaar uitgezonden, seizoen 2 en 3 in het voorjaar.

### Nederland
Op 25 januari 2019 maakte RTL Nederland bekend dat ook zij de rechten van het format hadden gekocht en bezig waren met het opzetten van een Nederlandse editie van het programma. Twee maanden later in maart 2019 werd bekendgemaakt dat Gerard Joling het eerste panellid wordt. In april 2019 werd bekend dat Ruben Nicolai in het programma zou verschijnen als presentator en dat Carlo Boszhard toe zou worden gevoegd als panellid. In augustus 2019 werden de laatste twee panelleden, Loretta Schrijver en Buddy Vedder, bekendgemaakt.
Het eerste Nederlandse seizoen ging van start op 27 september 2019. De eerste aflevering werd door 1.498.000 kijkers bekeken en was daarmee het op een na best bekeken programma van die dag. Het programma kreeg van de kijkers complimenten; vooral panellid Loretta Schrijver viel in de smaak. De verdere afleveringen wisten allemaal boven de 1,3 miljoen kijkers te scoren. Het eerste seizoen sloot af met 1.931.000 kijkers en was daarmee het best bekeken programma van de avond. Diezelfde avond, na de finaleaflevering, gaf panellid Gerard Joling in het programma Beau aan dat RTL ook een tweede seizoen van The Masked Singer op de buis wilde brengen.
Dit tweede seizoen begon op 25 september 2020 en was populairder dan het eerste seizoen: bijna elke aflevering trok meer dan 2 miljoen kijkers. Zowel tijdens het eerste als het tweede seizoen wist het programma met vrijwel elke nieuwe aflevering zijn eigen kijkcijferrecord te verbreken. De finale van dit seizoen werd op vrijdag 13 november 2020 door 3.860.000 mensen bekeken. Daarmee is het de meest bekeken RTL-uitzending sinds de finale van het eerste seizoen van Idols, dat werd uitgezonden op 8 maart 2003 en waarvan de ontknoping werd bekeken door 4.937.000 mensen.
Het derde seizoen begon op 15 oktober 2021 en trok wekelijks meer dan 2 miljoen kijkers, met een gemiddelde van 2,4 miljoen. De eerste aflevering van seizoen vier, uitgezonden op 4 november 2022, was het tot dan toe best scorende primetimeprogramma van het televisieseizoen, voetbalwedstrijden niet meegerekend. Wegens het aanhoudende succes werd het programma verlengt met meerdere seizoenen.
Tijdens seizoen vijf werd het jurypanel met Monica Geuze uitgebreid van vier naar vijf juryleden. Nadat jurylid Loretta Schrijver in maart 2025 overleed werd de beslissing gemaakt haar plek tijdens het zevende seizoen niet op te laten vullen door een nieuw jurylid.

## Geheimhouding
Om te voorkomen dat voortijdig uitlekt welke bekende Nederlanders onder de maskers zitten, moeten de deelnemers voor de opnames een boeteclausule tekenen. Lekken de deelnemers hun eigen deelname of die van een ander, dan riskeren zij een boete van 250.000 euro. Ook wordt een groot deel van het studiopubliek weggestuurd voorafgaand aan de onthullingen en de rest van het publiek, de panelleden en de crew moeten eveneens deze clausule tekenen. Het applaus dat tijdens de onthullingen is te horen, wordt voordat de opnames van start gaan apart opgenomen en later toegevoegd. Hiervoor worden voorafgaand aan de opnames zogenoemde "nep-onthullingen" gedaan. Hierdoor lijkt het alsof het publiek nog aanwezig is bij de onthullingen. Tijdens de opnames mag tevens niet worden gefotografeerd of gefilmd. Daarnaast moeten de deelnemers naar een afgesproken punt rijden. Dit is telkens een ander geheim punt dat alleen zij kennen. Daar worden ze opgehaald met speciale, volledig geblindeerde auto's en onder bewaking naar de studio gebracht. Ze rijden hierbij naar binnen via een speciaal rolluik aan de achterkant. Nadat ze uit de auto zijn gestapt krijgen ze speciale zwarte pakken aan en een helm op, waardoor ze ook zonder kostuum onherkenbaar blijven tot aan de opnames. Op dit pak staat met witte letters "Ik mag niet praten", aangezien ze voor en tijdens de opnames niet mogen spreken. Op deze manier wordt voorkomen dat ze aan de hand van hun stem worden herkend. De deelnemers mogen bovendien niet worden aangesproken met hun echte naam. Hiervoor wordt gedurende hun deelname de naam van hun personage gebruikt. Op deze manier blijven ze ook tijdens gesprekken onherkenbaar. Daarnaast vinden de repetities voor de shows in het geheim plaats. Dit gebeurt onder andere op geheime locaties die de deelnemers zelf moeten bereiken. 
In de Duitse versie ging het op 28 november 2023 echter flink mis met deze geheimhouding. Tijdens het optreden van de Kiwi viel het masker van het gezicht, zodat voortijdig bekend werd dat de Duitse acteur Uwe Ochsenknecht in dit pak zat. De Kiwi werd echter wel door het publiek naar de volgende ronde gestemd waarna een ander karakter zichzelf moest onthullen. Om deze fout te herstellen werd ook de Kiwi wereldwijd onthuld, zodat er onbedoeld twee onthullingen waren.
Dat de geheimhouding tot verrassing kan leiden blijkt wel uit de aflevering van 15 december 2023 waarin Ron Boszhard meedeed terwijl zijn eigen broer Carlo Boszhard in het panel zat.

## Prijzen
In 2021 won het programma de Zapp Award in de categorie Beste familieprogramma.